# Палијум (римски огртач)
Палијум је био римски огртач. По облику је била слична пали, коју су носиле угледне Римљанке још од средњег републиканског доба.  Била је правоугаона дужина платна, као што је био химатиј у старој Грчкој. Обично се израђивао од вуне или лана, али је за више слојеве могао бити направљен од свиле уз употребу златних нити и везова.
Одећа је била разноврсна по финоћи, боји и украсу. Може бити бела, љубичасто црвена, црна, жута, плава, бледо зелена итд.
Првобитно се сматрало да је палијум искључиво грчки и Римљани су га презирали, али су га обожавали обични људи, филозофи и педагози. Тертулијан је сматрао да је то најприкладнија одећа за филозофе и хришћане.
Не треба га мешати са палијумом који користи католичко свештенство, а који је повезан са омофором.